# Кавалерійське з'єднання фон Паннвіца
Кавалерійське з'єднання фон Паннвіца (нім. Reiter-Verband "von Pannwitz", рос. Кавалерийская группа фон Паннвица) — військовий підрозділ Вермахту періоду Другої світової війни, що був укомплектований козаками, румунами, німцями.

## Історія
При штабі групи армій «А» в Алчевську 15 листопада 1942 заклали кавалерійське з'єднання під командуванням полковника Гельмута фон Паннвіца, який здавна пропонував створити військові козачі підрозділи у складі Вермахту. Через сумніви у доцільності залучення козаків у вищого командування Вермахту, керівництва НСНРП було дано згоду на формування військового механізовано-кавалерійського з'єднання у складі 4-ї танкової армії без надання йому назви «козача» і позначення. Наданню згоди сприяв невизначений стан фронту під Сталінградом. З'єднання складалось з декількох козачих сотень, румунського полку кавалерії, полку румунської моторизованої батареї важкої артилерії, танковий полк, підрозділи зенітної артилерії, тилового забезпечення. 19 листопада розпочався контрнаступ Червоної армії під Сталінградом проти 6-ї армії генерала Ф. Паулюса. З'єднання отримало наказ посилити загрожені ділянки оборони німецько-румунських військ. Спочатку воно було направлене до села Шарнут, де на стику VI i VII корпусів румунської армії стримувало наступ і розбило 61-ї дивізію кавалерії, відступивши з втратами до Уманцево. Потім з'єднання передислокували до Котельниково на підтримку 6-ї танкової дивізії, що боролась з 81-ю кавалерійською дивізією, 65-ю танковою бригадою. За бої і розбиття 81-ї дивізії фон Паннвіц був нагороджений. У березні 1943 з'єднання перекинули на полігон біля Млави, де його розформували. На базі Кавалерійського з'єднання фон Паннвіца тут сформували 1-шу козачу дивізію кавалерії.